# Soraia André
Soraia André César (Santo André, 9 de agosto de 1964) es una deportista brasileña que compitió en judo.
Ganó tres medallas en los Juegos Panamericanos entre los años 1983 y 1991, y ocho medallas en el Campeonato Panamericano de Judo entre los años 1982 y 1990.

## Palmarés internacional
| Juegos Panamericanos    | Juegos Panamericanos          | Juegos Panamericanos | Juegos Panamericanos |
| Año                     | Lugar                         | Medalla              | Categoría            |
| ----------------------- | ----------------------------- | -------------------- | -------------------- |
| 1983                    | Caracas (Venezuela)           | Medalla de bronce    | +72 kg               |
| 1987                    | Indianápolis (Estados Unidos) | Medalla de oro       | –72 kg               |
| 1991                    | La Habana (Cuba)              | Medalla de bronce    | Abierta              |
| Campeonato Panamericano |                               |                      |                      |
| Año                     | Lugar                         | Medalla              | Categoría            |
| 1982                    | Santiago de Chile (Chile)     | Medalla de plata     | +72 kg               |
| 1982                    | Santiago de Chile (Chile)     | Medalla de plata     | Abierta              |
| 1985                    | La Habana (Cuba)              | Medalla de plata     | –72 kg               |
| 1985                    | La Habana (Cuba)              | Medalla de plata     | Abierta              |
| 1986                    | Salinas (Puerto Rico)         | Medalla de plata     | –72 kg               |
| 1988                    | Buenos Aires (Argentina)      | Medalla de bronce    | –72 kg               |
| 1988                    | Buenos Aires (Argentina)      | Medalla de bronce    | Abierta              |
| 1990                    | Caracas (Venezuela)           | Medalla de bronce    | –72 kg               |